# Halmus chalybeus
Halmus chalybeus este o specie de buburuză din familia Coccinellidae. Culoare sa este albastru-metalizat (sau strălucitor), iar ca hrănire, specia mănâncă insecte. A fost introdusă în Noua Zeelandă din Australia în 1899 și în 1905 pentru controlul biologic al păduchilor țestoși de pe pomii de citrice,  care este acum cunoscut în nord.  Mărimea lor variază între 3-4 mm lungime.

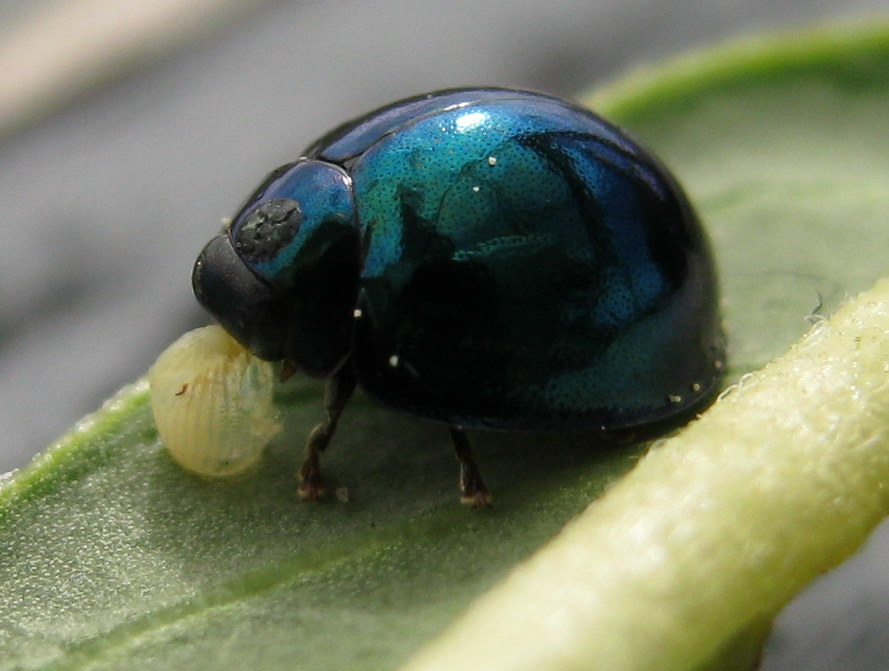
Mâncând oul unui fluture Monarh.